# Rimske Toplice
Rimske Toplice so razpotegnjeno naselje na južnem robu Moravško-Trboveljskega podolja, ob reki Savinji, v občini Laško.

## Opis
Rimske Toplice (213 m.n.m.) ležijo na severnem vznožju Stražnika (655 m.n.m.) in sosednjega Kopitnika (910 m.n.m.) in ob magistralni cesti, ki povezuje Celje in Zidani most. Območje obdajajo gozdnata pobočja okoliških hribov, ki nudijo zaščito pred vetrom in preveliko vročino. Naselje je izhodišče za pohode na okoliške hribe: Lisco, Kopitnik, Mrzlico, Šmohor.
Krajevno skupnost Rimske Toplice predstavljajo naslednja naselja: Brodnice, Brstovnica, Dol pri Laškem, Globoko, Gračnica, Konc, Lažiše, Lokavec, Lože, Povčeno, Rimske Toplice, Senožete, Sevce, Strensko, Škofce, Vodiško in Zabrež.

## Podnebje
Klima je blaga kontinentalna. Srednja letna temperatura znaša 9,1 °C, poleti 18 °C, pozimi pa -0,4 °C. Na leto pade približno 1212 mm padavin.

## Zdravilišče Rimske Toplice
Toplice se omenjajo že v rimski dobi, Rimljani naj bi uredili prve bazene s toplo, vročo in mrzlo vodo na mestu današnjih Rimskih Toplic, na desnem bregu Savinje, kjer pod visokim Stražnikom (655 m), iz razpok v triadnih dolomitnih skalah, izvirajo termalni vrelci. 
O tem pričajo tudi v letih od 1769 do 1845 najdeni zaobljubni spomeniki in žrtveniki posvečeni boginjam in nimfam, ki so jih, takšna je bila navada, darovali v zahvalo za svojo ozdravitev.

Toplice se prvič pisno omenjajo v oglejski listini iz leta 1486, za časa katere so bile že 30 let v rokah Habsburžanov, ki so si jih pridobili, po izumrtju celjskih grofov (1456), z laško gospoščino vred.
Prvi preobrat v zgodovini toplic je bil leta 1840, ko je območje vrelcev z okolico v imenu svoje žene Amalije kupil nekdanji tržaški veletrgovec Gustav Adolf Uhlich, ki je ozdravel zaradi zdravilne moči tamkajšnje termalne vode. Do tedaj skromno zdravilišče je spremenil v sodobno letovišče in mu nadel propagandno ime Rimske Toplice. Za potrebe zdravilišča se je zajelo dva močnejša vrelca in se ju poimenovalo Amalijin (38,4 °C) ter Rimski (36,3 °C) vrelec. Z gradnjo Sofijinega dvorca je število sob povečal z 38 najprej na 100 kasneje pa še na več kot 200. Na ravnem platoju s kostanjevim drevoredom je bila na eni strani topliška cerkev, na drugi pa paviljon za orkester, ki je igral ob popoldnevih na prostem, ob večerih pa v kopališkem salonu. Na voljo je bila igralnica za biljard, v gozdu teniško igrišče in na pobočju strmega travnika pokrito kegljišče. Ko je bila skozi Rimske toplice speljana proga Dunaj – Trst (po letu 1848), je kraj obiskalo še več gostov. Ti so bili tuji premožneži iz Trsta, Madžarske, Zagreba ali celo iz Amerike. Največ pa je bilo Nemcev iz raznih krajev monarhije. Senzacija za goste in okolico je bila angleška princesa in pruska prestolonaslednica Viktorija, ki se je mudila v Rimskih Toplicah leta 1879 in se je iz njih odpravljala na izlete v sosednje kraje. Najimenitnejši so imeli navado posaditi kakšno eksotično drevo v kopališkem parku, tako danes domu orjaških sekvoj, kanadske čuge, japonske hloe, ciprese, tise, kalifornijske cedre in drugih zanimivih dreves. Ruski ujetniki so med 1. svetovno vojno zgradili 2 km dolgo sprehajališče skozi gozd („Ruska steza“). Pomembna pridobitev kraja pa je bilo termalno kopališče na prostem, ki deluje že od leta 1931. Med 2. svetovno Vojno pa so toplice zasedli nemški ranjenci in lastnik toplic(iz Uhlichovega rodu) se je proti koncu vojne z družino odselil.
Po koncu vojne so toplice pripadle JLA, ki jih je namenila zdravljenju in okrevanju svojih pripadnikov. Družina Uhlich je dobro gospodarila in je nekoč skromno zdravilišče spremenila v letovišče svetovnega slovesa, vendar z domačini ni živela v sožitju temveč se vedla gospodovalno. Tudi v obdobju Jugoslavije, ko je zdravilišče upravljala JLA, so bile toplice za domačine bolj ali manj nedostopne.
Od leta 1991 in odhoda JLA se poskuša Rimske Toplice oživiti. Kar končno tudi uspe 17. novembra 2005, ko postane Država po sklepu vlade družbenica v Medicinsko rehabilitacijsem centru in hkrati soudeleženka pri oživljanju Rimskih Toplic.
Leta 2008 zdravilišče doživi delno otvoritev prenovljenega Sofijinega dvorca. Po dvajsetih letih pa so ponovno odprli terme in zdravilišče Rimske Toplice.

### Termalna voda
Po internacionalni balneološki klasifikaciji je termalna voda v Rimskih Toplicah karaterizirana z magnezijem, kalcijem in hidrokarbonatom.
Tehnični podatki:
Maksimalni pretok = 35-40 l/sek
Optimalni pretok = 20 l/sek
pritisk = 2 kp/cm2
Temperatura = 39,5 °C
(podatki analize iz leta 1985)

## Znamenitosti

### Aškerčeva domačija
Aškerčeva domačija je hiša, v kateri je pesnik Anton Aškerc preživel mladost. Domačija stoji v zaselku Senožete pri Rimskih Toplicah. Pesnik se je sicer leta 1856 rodil v Globokem, na domačiji svoje matere. Ta hiša ne stoji več. Družina se je v Senožete preselila leta 1859, v tej hiši na Senožetah sta se rodila tudi pesnikov oče in ded.

### Zdraviliški park
v zdraviliškem parku rastejo številna eksotična drevesa, med njimi u domujejo svetovno znane orjaške sekvoje ali mamutova drevesa, kanadska čuga, japonska hiba (Thujopsis dolabrata), cipresa, tisa, kalifornijska cedra...

#### Ruska steza
Rusko pot so začeli graditi  leta 1917. Ime je dobila po ruskih ujetnikih, ki so jo pretežno tudi  gradili. Poleg ruskih vojakov je bilo še nekaj Čehov, Slovakov in Poljakov. Bivali so v šotorih na tenis igrišču v gozdu nad Vilo Sanhof. Kuhinja je bila postavljena na današnjih Malih iglah. Pot je začelo graditi 47 ujetnikov. Zima 1917/18 je bila zelo ostra in nekaj ujetnikov ni dočakalo pomladi. V mesecu oktobru 1918 je bila 1224 m dolga sprehajalna pot – steza dograjena in se je v takšni obliki tudi ohranila do današnjih dni. Poleg glavne sprehajalne poti je bilo v tistem času narejenih tudi več stranskih sprehajalnih poti, ki pa se niso ohranile.